# Señor del Caos (Marvel Comics)
El Señor del Caos es un personaje de ficción que aparece en los  cómics estadounidenses publicados por Marvel Comics.

## Historia de la publicación
El personaje apareció por primera vez en Marvel Two-In-One Annual # 2 (1977), y fue creado por Jim Starlin.

## Biografía ficticia del personaje
Señor del Caos es una entidad abstracta que encarna el desorden y la confusión y es la fuerza opuesta a la Orden Maestra de la entidad "hermano". El par se ve raramente, pero parecen manipular los acontecimientos para incitar a Spider-Man para solicitar a la Cosa que se una a Los Vengadores y al Brujo en la primera guerra contra el Titán Thanos y derrotarlo. Señor del Caos y Master Order fueron vistos observando al rey de los dioses nórdicos Odín y el villano principal Dormammu jugar un juego cósmico de ajedrez. El Señor del Caos y la Orden Maestra conspiraron junto con otros seres metafísicos y "omnipotentes" contra el Beyonder. Señor del Caos y la Orden Maestra fueron convocados por el Silver Surfer para recuperar el control sobre su sirviente In-Betweener. Ellos encarcelaron al In-Betweener por sus transgresiones. Señor del Caos y la Orden Maestra también asisten al funeral de Eon y hablan con el héroe cósmico Quasar.
Lord Caos y Master Order participaron en el congreso de seres metafísicos y abstractos para determinar la aptitud de Thanos para manejar el Guante de Infinito. Eligieron unirse a Adam Warlock y las otras deidades cósmicas en un intento de detener a Thanos. Con los otros seres abstractos, lucharon contra Thanos, y luego lucharon contra Nebula cuando obtuvo el Guantelete del Infinito de Thanos. El congreso de seres abstractos fue entonces testigo del juicio cósmico de Adam Warlock para determinar su dignidad de manejar el Guantelete del Infinito. El Señor Caos y el Orden Maestro fueron vistos luego entre un grupo de seres abstractos cuestionando al Beyonder de la Dimensión de Manifestaciones.
En Infinity Crusade se aprende que deben obedecer los dictados de la Eternidad y el Infinito.
Durante la historia de Time Runs Out, se revela que los Beyonders han matado Lord Chaos, Master Order y el In-Betweener como parte de la destrucción de entidades abstractas en cada realidad a través del multiverso.
Después de la restauración del universo después de las guerras secretas, el señor Caos junto con la orden principal se descontentó por la evolución de Galactus de una fuerza de la destrucción a una fuerza de la creación. Eventualmente pusieron a Galactus en juicio ante el Tribunal Viviente. El Tribunal falló en favor de Galactus y le permitió permanecer en su nueva forma, alegando que el universo que estaba en una nueva iteración significó que la jerarquía cósmica no se estableció de nuevo. Master Order y Lord Chaos tomaron en serio este consejo y asesinaron al Tribunal para tomar su lugar como la personificación de la ley multiversal.
Intentaron volver a Galactus a su forma de devorador de mundo. Sin embargo, por la misma razón que el Orden y el Caos podían matar al Tribunal Viviente, no podían impedir que Galactus luchara contra su transformación. Si aún no existía una herencia, significaba que Galactus también estaba en el mismo nivel que el Orden y el Caos, de modo que no podían imponer su voluntad sobre él. Debido a esto, el Orden y el Caos viajaron a su siervo, el In-Betweener, y lo obligaron a convertirse en la fuerza unificadora en una fusión que combinó el Orden del Maestro y el Señor Caos en un solo ser, el autoproclamado nuevo orden Logos.

## Poderes y habilidades
Lord Chaos es un ser abstracto que encarna el concepto metafísico del Caos; Como tal, no tiene forma física, aunque en ocasiones se ha manifestado como una imagen de una cabeza masculina desnuda, incorpórea y distorsionada.
Se ha insinuado que Lord Caos, y su contraparte, el Orden Maestro, tienen amplios poderes que utilizan para manipular los eventos dentro de su esfera de influencia de maneras sutiles. Se sabe que, a través de algún proceso todavía desconocido , Lord Chaos y Master Order trabajaron juntos para crear el ser metafísico conocido como el In-Betweener.
Thanos que manejaba el guantelete del infinito clasificó la escala de poder de Lord Chaos como superior a la de Galactus, pero por debajo de la Eternidad.
Sin embargo, más tarde él y el Maestro Orden fueron capaces de matar fácilmente el Tribunal Viviente, volándolo con energía y también derrotar a Galactus de Lifebringer después de transformarse en Logos.

## Otras versiones
Lord Caos y la Orden Maestra luchan contra Thanos una vez más en un universo alternativo cuando posee el Corazón del Universo.